# Venanzio Lupacchini
Venanzio Lupacchini (Collimento di Lucoli, 19 maggio 1730 – L'Aquila, 20 ottobre 1775) è stato un medico e letterato italiano.

## Biografia
Lupacchini nacque nel 1730 a Lucoli da una famiglia umile, che non intendeva farlo studiare; egli, allora, fuggì all'Aquila, dove compì i suoi primi studi letterari, per poi trasferirsi a Napoli, dove studiò medicina con il professor Francesco Serao e lettere classiche con Giacomo Martrelli. Tornò poi all'Aquila, dove gli fu assegnata una cattedra di greco antico e una di diritto naturale e dove diventò prima preside delle Regie Scuole e poi direttore del Real Collegio. Fu medico personale del cardinale e storico aquilano Anton Ludovico Antinori, con cui costituì un circolo culturale insieme a Giovan Battista Dragonetti e Vito Maria Giovenazzi.
Nell'estate del 1774 fu morso da un suo cane domestico, ma solo dopo quasi un anno iniziò a mostrare i segni della rabbia; ormai in fin di vita, decise di partire alla volta del Santuario doi San Domenico a Cocullo per ricevere la grazia, ma giunto a Fontecchio il 3 ottobre 1775 ordinò di essere riportato all'Aquila, dove morì pochi giorni più tardi.

## Ricerca e Opere
Delle sue opere, molte delle quali rimaste inedite, si ricordano:
- Consulto Medico, scritto in qualità di medico personale e amico per lo storico Anton Ludovico Antinori;
- Litterata marmora Aquilae et in vicina eius extantia, raccolta epigrafica;
- La rettorica;
- Le poesie;
- L’Epistolario;
- una serie di ricerche sul medico latino Aulo Cornelio Celso.[3]